# محرك بحث ياهو!
محرك بحث ياهو! (بالإنجليزية: Yahoo! Search)‏ هو محرك مملوك لياهو! وهو ثالث أكبر محرك بحث في الولايات المتحدة حسب تقديرات فبراير سنة 2015 بنسبة 12.8% ويأتي بعد محرك بحث جوجل 64.5% ومحرك بحث بينغ 19.8%.
أصل محرك بحث ياهو! (Yahoo! Search) يشير إلى واجهة ياهو (Yahoo-provided interface) التي ترسل الإستعلامات (queries) إلى الفهارس البحثية (searchable index) للصفحات مع مع الدليل (directory) الخاص به من المواقع والنتائج ستظهر لأي مستخدم في (Yahoo! brand)، في الأصل لم يتم عمل أضافة البيانات (data housing) أو الزحف (crawling) بواسطة ياهو نفسها، في عام 2001، كان فهرسة البحث تتم بواسطة شركة إنكتومي (inktomi) وفيما بعد كانت تتم بواسطة جوجل حتى سنة 2004 حيث بعدها أصبح محرك بحث ياهو مستقل، في 29 يوليو 2009 أعلن كل من ميكروسوفت وياهو! عن صفقة حيث أصبح بنج (Bing) مسؤول عن محرك بحث ياهو! .

## إستحواذ تقنية البحث
قامت شركة ياهو! بالحصول واكتساب تقنية محرك بحثها، سعيا لتوفير نتائج محرك بحثها الخاص، في سنة 2002 قامت ياهو بشراء شركة إنكتومي (inktomi) وخلف الكواليس ومن خلف المصنعين الاصلين (OEM) لممدي محركات البحث والتي كانت نتائجهم تظهر في المواقع الالكترونية للشركات الأخرى وتعمل بتحكم من ياهو! في الايام الأولى.
في سنة 2003 قامت ياهو! بشراء شركة اوفريتشر سرفيسس (Overture Services, Inc) والمعروفة قبل ذلك باسم جو دوت كوم (GoTo.com) والتي كانت مملوكت لمحرك البحث المسمى أول ذا ويب (AlltheWeb) وأيضا محرك البحث ألتا فيستا (AltaVista)، وعلى الرغم من امتلاك ياهو! للعديد من محركات البحث فانها لم تستخدمهم على موقعها الرئيسي (yahoo.com) وظلت تستخدم لنتائجها محرك بحث غوغل.
ابتداء من عام 2003 أصبحت ياهو! تمتلك محرك البحث مع زاحف الشبكة (web crawler) الخاص بها، قامت ياهو! بالدمج بين قدرات شركات محركات البحث التي حصلت عليها وأبحاث تلك الشركات السابقة إلى الزاحف الذي قاموا بتطويره المسمى ياهو سلرب (Yahoo Slurp)، وقد أدرجت نتائج محركات البحث الجديدة في كل مواقع ياهو! التي لديها وظيفة البحث على شبكة الإنترنت، ياهو! بدأت أيضا في بيع نتائج محرك البحث للشركات الأخرى لتظهرها على المواقع الخاصة بهم، وتم إنهاء علاقتها مع جوجل في ذلك الوقت، وأصبح الشركاء السابقين منافسين رئيسيين لبعضهم البعض.
في أكتوبر 2007، تم تحديث محرك بحث ياهو! بمظهر أكثر عصرية، تمشيا مع إعادة التصميم للصفحة الرئيسية لياهو!، بالإضافة إلى ذلك تم إضافة مساعد بحث (Search Assist) والذي وفر اقتراحات الإستعلام والمفاهيم ذات الصلة في وقت العمل الحقيقي (real time) كما تم كتابتها.
في يوليو 2008، أعلنت ياهو! عن إدخال خدمة جديدة تسمى ياهو! سيرش بوس (Yahoo! Search BOSS) وتعني حروف (BOSS) إبني محرك بحثك الخاص (Build your Own Search Engine)، هذه الخدمة فتحت الأبواب للمطورين لإستخدام نظام ياهو! لفهرسة البيانات والصور وإنشاء محرك البحث المخصص الخاص بهم.
في يناير 2010 ، أعلنت مايكروسوفت عن صفقة أنها ستتولى العملية الوظيفية (functional operation) عن محرك بحث ياهو ! وانشاء مشروع مشترك لبيع الإعلانات عن كل من محركي بحث ياهو ! وبنج والمعروفة باسم تحالف بحث مايكروسوفت وهو انتقال كامل لعملاء الإعلانات التي ترعاها ياهو! لمركز الإعلانات (adCenter) الخاص بميكروسوفت.
في نوفمبر 2014 ، وقعت موزيلا شراكة مدتها خمس سنوات مع ياهو! لجعله محرك البحث الافتراضي لمتصفحات فايرفوكس في الولايات المتحدة.
في أبريل 2015 ، تم تعديل شراكة مايكروسوفت وبه أصبح الآن لا يتطلب سوى نتائج بنج على «الأغلبية» لأجهزة سطح المكتب لحركة المرور () وفتح ذلك القدرة لياهو ! للدخول في صفقات غير حصرية لخدمات البحث على منصات المتحركة للهاتف النقال، يعطي هذا التعديل أيضا كل من الشركتين القدرة على إنهاء العقد مع إشعار أربعة أشهر، في أكتوبر 2015، توصلت ياهو ! بعد ذلك إلى اتفاق مع جوجل لتقديم الخدمات لمحرك بحث ياهو! حتى نهاية 2018 .

## مدونة بحث والإعلانات ياهو!
فريق بحث ياهو! في كثير من الأحيان كتبوا عن إعلانات البحث (search announcements) والميزات والتحديثات والتحسينات، مدونة (Blog) بحث فريق ياهو كما جاء فيها قاموا بعمل نظرة داخل عالم البحث الخاص بياهو! للأشخاص المنتمين له وشمل ذلك فهرسة التحديثات المسمى تحديثات الطقس (Weather Updates) ومميزات مساعدة بحث ياهو! (Yahoo Search Assist).

## التواجد الدولي
قدم محرك بحث ياهو! أيضا واجهة بحث لما لا يقل عن 38 من الأسواق العالمية وأيضا مجموعة متنوعة من اللغات المتاحة.
ياهو ! لها وجود في أوروبا وآسيا وجميع أنحاء الأسواق الناشئة.
اللغات
- لغة عربية
- لغة بلغارية
- لغة كتالانية
- لغة صينية مبسطة
- لغة صينية تقليدية
- لغة كرواتية
- لغة تشيكية
- لغة دنماركية
- لغة هولندية
- لغة إنجليزية
- لغة إستونية
- لغة فنلندية
- لغة فرنسية
- لغة ألمانية
- لغة يونانية
- لغة عبرية
- لغة مجرية (هنغارية)
- لغة آيسلندية
- لغة إندونيسية
- لغة إيطالية
- لغة يابانية
- لغة كورية
- لغة لاتفية
- لغة ليتوانية
- لغة ملايو
- لغة نرويجية
- لغة فارسية
- لغة بولندية
- لغة برتغالية
- لغة رومانية
- لغة روسية
- لغة صربية
- لغة سلوفاكية
- لغة سلوفينية
- لغة إسبانية
- لغة سويدية
- لغة تاغالوغية
- لغة تايلندية
- لغة تركية
- لغة فيتنامية